# Gallargues-le-Montueux
Gallargues-le-Montueux is een gemeente in het Franse departement Gard (regio Occitanie). De plaats maakt deel uit van het arrondissement Nîmes. Gallargues-le-Montueux telde op 1 januari 2022 3.615 inwoners.
Op 28 juni 2019 werd in Gallargues-le-Montueux tijdens de hittegolf van 2019 een temperatuur gemeten van 45,9 °C, de hoogste temperatuur die ooit werd gemeten in Frankrijk.
In de gemeente bevindt zich de brug van Ambroix uit de Romeinse tijd.

## Geografie
De oppervlakte van Gallargues-le-Montueux bedroeg op 1 januari 2022 10,89 vierkante kilometer; de bevolkingsdichtheid was toen 332 inwoners per km².

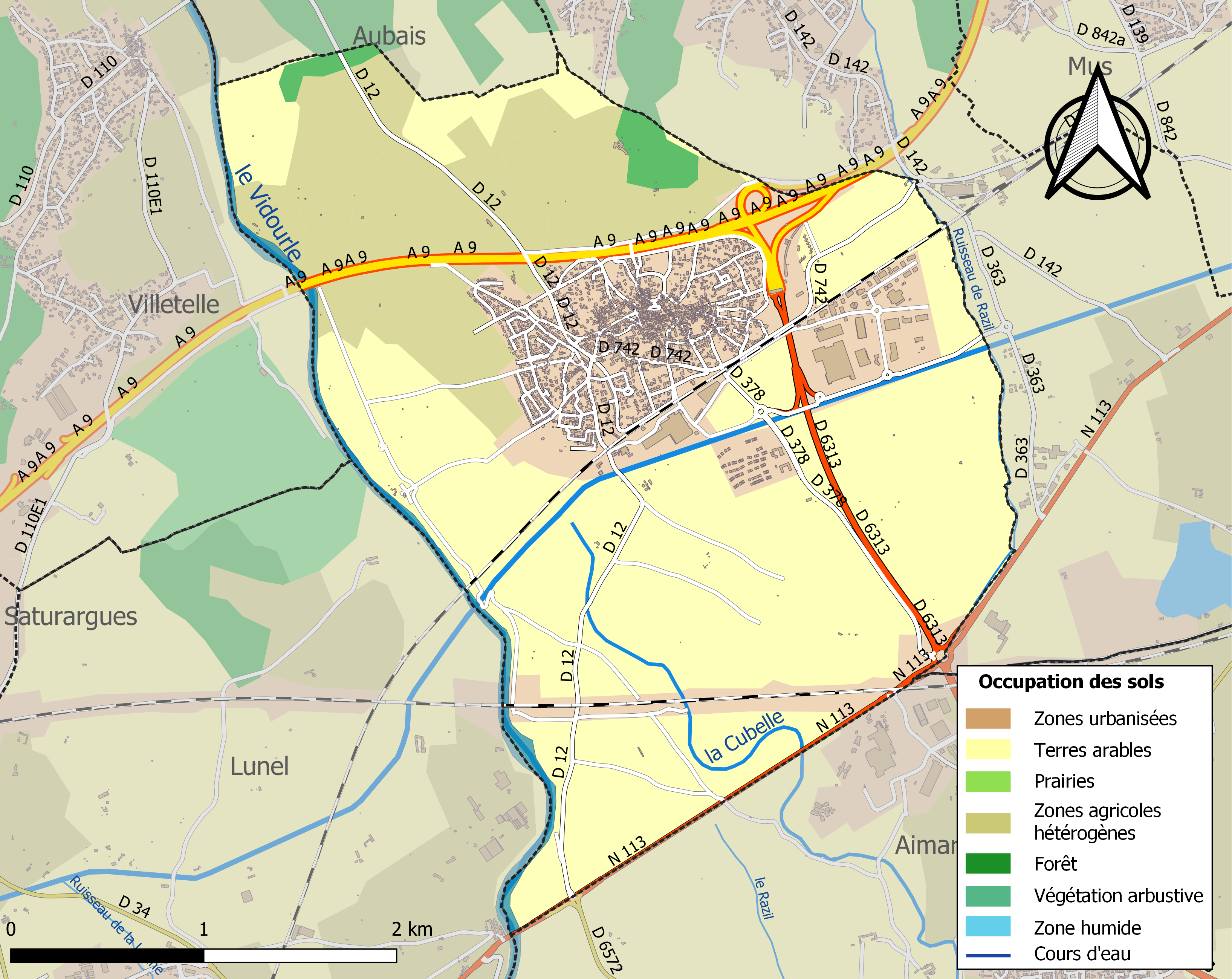
Kaart van de gemeente met belangrijkste infrastructuur, bodemgebruik en omliggende gemeenten

## Verkeer
In de gemeente ligt de spoorweghalte Gallargues.

## Demografie
Onderstaande figuur toont het verloop van het inwonertal (bron: INSEE-tellingen).